# Сульфіди фосфору
Сульфіди фосфору (англ. sulfides of phosphorus) — бінарні сполуки Фосфору й Сульфуру: Р4S3, Р4S4, Р4S5, Р4S6, Р4S7, Р4S9, Р4S10. Мають каркасну структуру, де циклічні зв'язки Р–Р і Р–S одинарні. При 570 К білий фосфор взаємодіє з сіркою, утворюючи Р4S10. З усіх сульфідів лише Р4S3 стійкий до води, інші поволі гідролізуються.

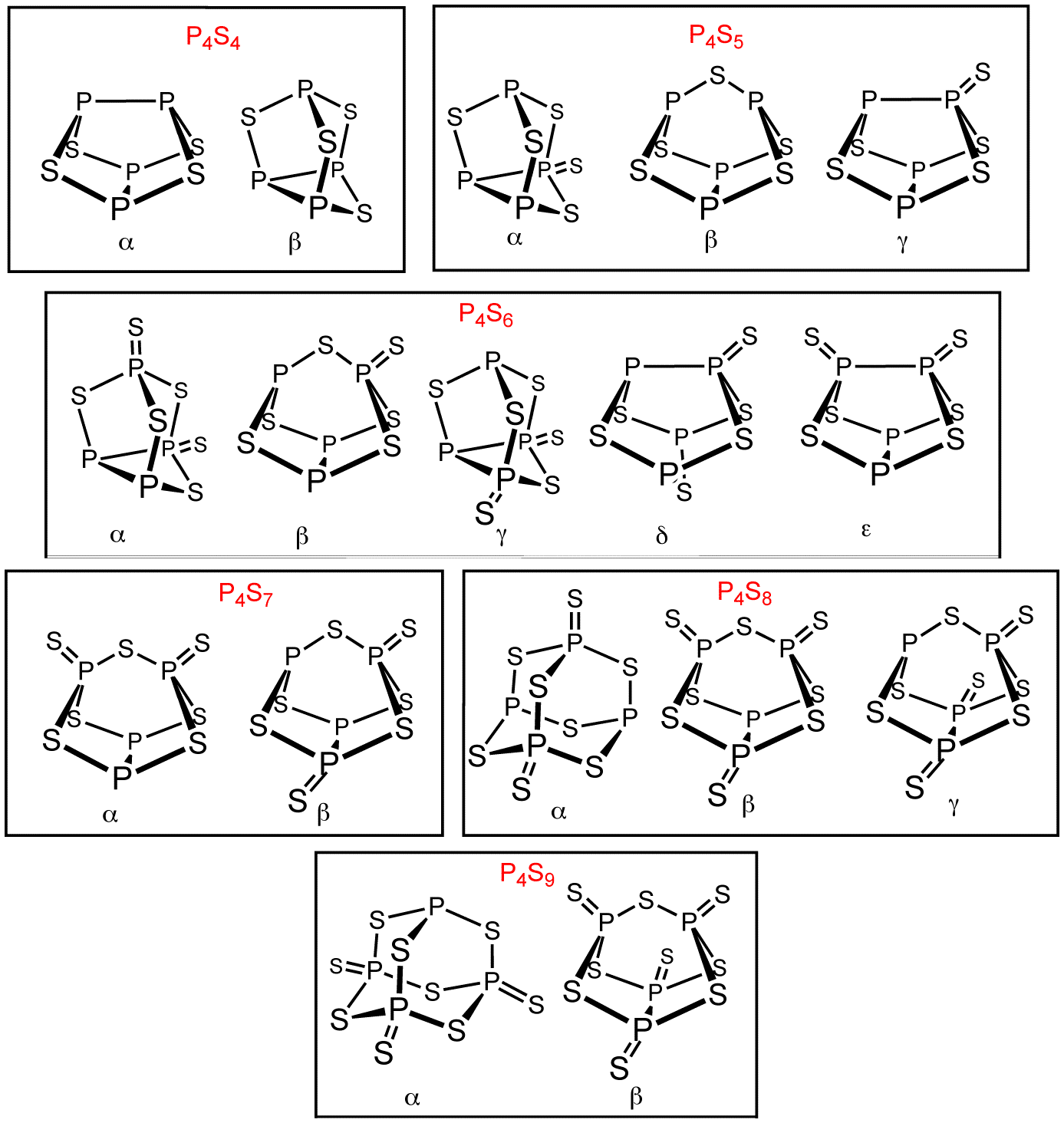
Сульфіди фосфору, що існують в ізомерних формах